# Bink
Bink is een Belgisch bier. Het wordt in Sint-Truiden gebrouwen door Brouwerij Kerkom.

## Achtergrond
De naam Bink verwijst naar de bijnaam van de inwoners van Sint-Truiden: binken. Brouwerij Kerkom had een biergeschiedenis sinds 1878, maar staakte haar activiteiten toch in 1968. Na zijn pensioen besloot Jean Clerinx, een verwant van de oorspronkelijke oprichter, in 1988 toch weer terug te starten met een kleine, ambachtelijke brouwerij. Dit werd het begin van de Bink-bieren. Sindsdien worden er verschillende Haspengouwse streekbieren gebrouwen, allemaal op ambachtelijke wijze.

## De bieren
Er zijn 5 soorten Bink-bier:
- Bink blond is een Belgische pale ale van 5,5%. Dit was het eerste Bink-bier dat werd gebrouwen.
- Bink bruin is een dubbel bier van 5,5%.
- Bloesem Bink is een bier van 7,1% waaraan naast de traditionele ingrediënten honing van Sint-Truiden en perensiroop van Vrolingen werd toegevoegd, wat zorgt voor een fruitige smaak. Bloesem Bink werd in 2000 gelanceerd.
- Bloesem Kriek is een kriekenbier van 4,5% gebrouwen sinds 2012.
- Bink Tripel is een blond bier van 9%. Voorheen heette dit bier Kerkomse Tripel.